# 튀니스에어의 운항 노선
2016년 11월 현재, 튀니스에어의 운항 노선은 다음과 같다.

## 운항 노선

### 아시아

#### 서남아시아
- 레바논
  - 베이루트 - 베이루트 국제공항
- 사우디아라비아
  - 메디나 - 프린스 모하메드 빈 압둘아지즈 국제공항
  - 제다 - 킹 압둘아지즈 국제공항

### 아프리카

#### 서아프리카
- 기니
  - 코나크리 - 코나크리 국제공항
- 니제르
  - 니아메 - 디오리 하마니 국제공항
- 말리
  - 바마코 - 세너우 국제공항
- 모리타니
  - 누아쇼트 - 누악쇼트 엄툰시 국제공항
- 부르키나파소
  - 와가두구 - 와가두구 국제공항
- 세네갈
  - 다카르 - 레오폴 세다르 상고르 국제공항
- 코트디부아르
  - 아비장 - 포르부에 국제공항

#### 북아프리카
- 리비아
  - 트리폴리 - 트리폴리 국제공항
  - 미스라타 - 미스라타 국제공항
  - 베이다 - 알바라크 국제공항
  - 벵가지 - 베니나 국제공항
  - 세바 - 세바 공항
- 모로코
  - 카사블랑카 - 모하메드 5세 국제공항
- 알제리
  - 알제 - 우아리 부메디엔 국제공항
  - 오랑 - 벤 벨라 공항
- 이집트
  - 카이로 - 카이로 국제공항
- 튀니지
  - 튀니스 - 튀니스 카르타고 국제공항 허브
  - 가베스 - 가베스 마타마 국제공항
  - 가프사 - 가프사 크사르 국제공항
  - 네프타 - 네프타 토죄르 국제공항
  - 모나스티르 - 하비브 부르기바 국제공항
  - 엔피다 - 엔피다 함마메트 국제공항
  - 스팍스 - 스팍스 티나 국제공항
  - 제르바 섬 - 제르바 자르지스 국제공항
  - 타바르카 - 타바르카 아인 드라함 국제공항

### 유럽

#### 서유럽
- 영국
  - 런던 - 런던 히드로 국제공항
  - 런던 - 런던 개트윅 국제공항
  - 맨체스터 - 맨체스터 공항
- 프랑스
  - 파리 - 파리 오를리 공항
  - 리옹 - 생텍쥐페리 국제공항
  - 낭트 - 낭트 아틀랑티크 공항
  - 니스 - 니스 코트다쥐르 공항
  - 릴 - 릴 공항
  - 마르세유 - 마르세유 프로방스 공항
  - 뮐루즈 - 유로 에어포트-바젤 뮐루즈 프라이부르크 공항
  - 보르도 - 보르도 메리냑 공항
  - 스트라스부르 - 스트라스부르 공항
  - 툴루즈 - 툴루즈 블라냑 공항
- 독일
  - 베를린 - 베를린 쇠네펠트 국제공항
  - 뒤셀도르프 - 뒤셀도르프 국제공항
  - 뮌헨 - 뮌헨 국제공항
  - 프랑크푸르트 - 프랑크푸르트 국제공항
  - 프라이부르크 - 유로 에어포트-바젤 뮐루즈 프라이부르크 공항
  - 함부르크 - 함부르크 공항
- 네덜란드
  - 암스테르담 - 암스테르담 스키폴 국제공항
- 벨기에
  - 브뤼셀 - 브뤼셀 국제공항
  - 오스텐더 - 오스텐더 브루제 국제공항 계졀편
  - 리에주 - 리에주 공항 계졀편

#### 중유럽
- 스위스
  - 제네바 - 제네바 국제공항
  - 취리히 - 취리히 국제공항
  - 바젤 - 유로 에어포트-바젤 뮐루즈 프라이부르크 공항
- 오스트리아
  - 빈 - 빈 국제공항

#### 남유럽
- 몰타
  - 몰타 - 몰타 국제공항
- 세르비아
  - 베오그라드 - 베오그라드 니콜라 테슬라 국제공항
- 스페인
  - 마드리드 - 마드리드 바하라스 국제공항
  - 바르셀로나 - 바르셀로나 엘프라트 국제공항
  - 빌바오 - 빌바오 공항
- 이탈리아
  - 로마 - 레오나르도 다 빈치 국제공항
  - 밀라노 - 밀라노 말펜사 국제공항
  - 나폴리 - 나폴리 국제공항
  - 베니스 - 베니스 마르코 폴로 국제공항
  - 볼로냐 - 볼로냐 굴리엘모 마르코니 국제공항
  - 팔레르모 - 팔코네 보르셀리노 공항
- 튀르키예
  - 이스탄불 - 아타튀르크 국제공항
- 포르투갈
  - 리스본 - 리스본 포르텔라 국제공항

#### 동유럽
- 러시아
  - 모스크바 - 세례메티예보 국제공항
- 헝가리
  - 부다페스트 - 부다페스트 페리 헤지 국제공항 계졀편

### 아메리카

#### 북아메리카
- 캐나다
  - 몬트리올 - 몬트리올 피에르 엘리오트 트뤼도 국제공항

## 단항 노선

### 아시아

#### 서남아시아
- 아랍에미리트
  - 두바이 - 두바이 국제공항
- 이라크
  - 아르빌 - 아르빌 국제공항
- 쿠웨이트
  - 쿠웨이트 시티 - 쿠웨이트 국제공항

### 아프리카

#### 북아프리카
- 리비아
  - 토브루크 - 토브루크 국제공항

### 유럽

#### 서유럽
- 독일
  - 츠바이브뤼켄 - 츠바이브뤼켄 공항

#### 남유럽
- 그리스
  - 아테네 - 아테네 국제공항

#### 동유럽
- 러시아
  - 로스토프나도누 - 로스토프나도누 공항
  - 상트페테르부르크 - 풀코보 국제공항

1. ↑  “Network”.